# Charlie and the Chocolate Factory (filme)
Charlie and the Chocolate Factory (bra: A Fantástica Fábrica de Chocolate; prt: Charlie e a Fábrica de Chocolate) é um filme de fantasia de 2005, dirigido por Tim Burton. É a segunda adaptação para o cinema do livro britânico homônimo de 1964, de Roald Dahl, e estrelado por Johnny Depp como Willy Wonka e Freddie Highmore como Charlie Bucket.

## Enredo
Charlie Bucket é um garoto pobre que vive com os pais (Senhor e Senhora Bucket) e avós (Joe, Georgina, Josephine e George Bucket) numa pequena e miserável casa (provavelmente em Londres). Ele é um grande fã de chocolate, do qual ganha apenas uma barra no dia de seu aniversário, da marca do maior fabricante de chocolate do país: Willy Wonka, cuja enorme e enigmática fábrica está situada bem perto de sua humilde casa.
A família tem trabalhado muito desde que o pai de Charlie, Senhor Bucket (Noah Taylor) perdeu seu emprego na fábrica de pasta de dentes da cidade. Eis que Willy Wonka lança uma estranha promoção: em suas Barras de Chocolate Wonka foram colocados cinco convites dourados, que davam a quem os achasse o direito de passar um dia visitando a fábrica. Charlie, então, abre seu presente de aniversário mais cedo, mas não consegue encontrar o Convite Dourado.
- A primeira criança a encontrar o convite dourado é Augustus Gloop, que mora em Düsseldorf, Alemanha. Era de se esperar que Augustus ganhasse o convite dourado, já que come muitas barras por dia.
- A segunda pessoa a achar o convite foi Veruca Salt, residente de Buckinghamshire, Inglaterra. Veruca é mimada e atazanou o pai para conseguir o convite. Ela conseguiu com as empregadas da fábrica de nozes do senhor Salt.
- A terceira ganhadora foi Violet Beauregarde que vive em Atlanta, Geórgia, e que com apenas 10 anos, tem 263 troféus e medalhas. Do que ela parece mais gostar é de seu recorde mundial de mascar chicletes.
- O quarto ganhador foi Mike Teavee, que mora no Denver, Colorado. Mike é um garoto prepotente, mal-humorado e metido a sabe-tudo, além de ser viciado em televisão e videogames e não mostra nenhum interesse por ter conseguido o convite dourado. O menino encontrou o convite precisando comprar apenas um chocolate, embora deteste chocolate, o que torna um enigma o porquê de querer visitar a fábrica.

Ao que parecia, o último convite foi achado por uma pessoa da Rússia, mas descobriu-se que o convite era falso, exatamente na hora em que Charlie encontrava o último convite e saía correndo para a casa de seus pais. Uma mulher ofereceu 500 dólares de presente para Charlie em troca do convite, mas o dono da loja onde Charlie comprou a barra mandou-a e a outro interesseiro deixá-lo em paz, dizendo a ele não dar o convite a ninguém. 
Charlie iria dar o convite para a mulher ou outro que aceitasse pagar bem por ele, mas por insistência de seu vovô George, que embora fosse resmungão mostra-se um homem sensato, resolveu não dar o convite, e ir à fábrica acompanhado de seu avô Joe, que já havia trabalhado na fábrica há muitos anos. O horário de comparecimento à fábrica era  às 10 horas da manhã.
Na Fábrica de Chocolate de Wonka, as crianças conhecem Willy Wonka e seus estranhos empregados, os Oompa-Loompas de apenas cerca de 30 centímetros de altura. Na fábrica, cada uma das crianças egoístas recebe um castigo e uma música, composta pelos Oompa Loompas.
- O primeiro a ir embora é Augustus Gloop, que se afoga no rio de chocolate na sala do chocolate, sendo sugado por um cano.
- A segunda é Violet Beauregarde, que mascou um chiclete que não estava pronto na importante sala de invenções, virando uma amora gigante.
- A terceira é Veruca Salt, que foi atacada por esquilos na sala de nozes e empurrada para o incinerador.
- O quarto é Mike Teavee na sala que ele próprio escolheu, a sala de televisão. Ele se teletransportou para a televisão, porém, ficou minúsculo. Só sobrou Charlie.

Charlie ganhou a Fábrica, mas a recusou, já que não poderia levar sua família. O jovem garoto ajudou Willy Wonka a resolver os problemas com seu pai, o Dr. Wilbur Wonka (Christopher Lee), que exageradamente proíbia Willy Wonka de comer doces quando ele era criança. No fim, Charlie ganhou a Fábrica de Chocolate e Willy Wonka, uma família.

## Elenco
| Personagem           | Ator/Atriz           |
| -------------------- | -------------------- |
| Willy Wonka          | Johnny Depp          |
| Charlie Bucket       | Freddie Highmore     |
| Vovô Joe             | David Kelly          |
| Oompa-Loompas        | Deep Roy             |
| Sra. Bucket          | Helena Bonham Carter |
| Sr. Bucket           | Noah Taylor          |
| Sra. Beauregarde     | Missi Pyle           |
| Sr. Salt             | James Fox            |
| Dr. Wilbur Wonka     | Christopher Lee      |
| Sr. Teavee           | Adam Godley          |
| Sra. Gloop           | Franziska Troegner   |
| Violet Beauregarde   | AnnaSophia Robb      |
| Veruca Salt          | Julia Winter         |
| Mike Teavee          | Jordan Fry           |
| Augustus Gloop       | Philip Wiegratz      |
| Jovem Willy Wonka    | Blair Dunlop         |
| Vovó Georgina        | Liz Smith            |
| Vovó Josephine       | Eileen Essell        |
| Vovô George          | David Morris         |
| Príncipe Pondicherry | Nitin Ganatra        |
| Vendedor             | Oscar James          |
| Cara na loja         | Roger Frost          |
| Narrador - voz       | Geoffrey Holder      |

## Produção
Desenvolvimento para outra adaptação de Charlie and the Chocolate Factory, filmado anteriormente como Willy Wonka & the Chocolate Factory, começou em 1991, 20 anos após a primeira versão do filme, que resultou na Warner Brothers proporcionando a Dahl Estate com total controle artístico. Antes do envolvimento de Burton, diretores como Gary Ross, Rob Minkoff, Michael Caton-Jones, Martin Scorsese e Tom Shadyac tinham sido envolvidos, enquanto a Warner Bros. considerou ou discutiu o papel de Willy Wonka, com Robin Williams, Dustin  Hoffman, Nicolas Cage, Steve Martin, Jim Carrey, Christopher Walken, Michael Keaton, Brad Pitt, Will Smith e Adam Sandler.
Burton trouxe imediatamente colaboradores regulares Johnny Depp e Danny Elfman a bordo do projeto. Charlie and the Chocolate Factory representa a primeira vez desde The Nightmare Before Christmas, que Elfman contribuiu para a trilha sonora com canções escritas e seus vocais. As filmagens ocorreram entre Junho e Dezembro de 2004, no Pinewood Studio, no Reino Unido, onde Burton evitou usar efeitos digitais, tanto quanto possível.
Burton estava encontrando problemas para encontrar um ator para o papel de Charlie, até Depp, que trabalhou com Freddie Highmore em Finding Neverland, sugeriu Highmore para o papel. Highmore já tinha lido o livro antes, mas decidiu lê-lo mais uma vez antes da audição. "Eu não tinha visto o filme original antes de fazer Charlie and the Chocolate Factory", explicou o ator. "Eu pensei que era melhor esperar até mais tarde, porque eu pensei que eu deveria criar meu Charlie sozinho. Acho que o filme original é bom, mas eu acho que é melhor agora, porque Charlie é mantido mais puro".
Foram feitas comparações entre Willy Wonka e Michael Jackson. Burton brincou: "Aqui está o negócio. Há uma grande diferença: Michael Jackson gosta de crianças, Willy Wonka não pode suportá-los. Para mim, isso é uma diferença enorme." Depp explicou que as semelhanças com Jackson nunca lhe ocorreram. "Eu digo se havia alguém que você gostaria de comparar a Wonka seria um Howard Hughes, quase. Recluso, misofóbico, controlador. A outra inspiração de Depp para Wonka veio do glamour dos astros de rock dos anos 70.

## Recepção
No consenso do agregador de críticas Rotten Tomatoes diz: "Mais perto do material de origem do que Willy Wonka & the Chocolate Factory de 1971 (...) é para pessoas que gostam de Chocolate visualmente atraente e escuro." Na pontuação onde a equipe do site categoriza as opiniões da grande mídia e da mídia independente apenas como positivas ou negativas, o filme tem um índice de aprovação de 83% calculado com base em 258 comentários dos críticos. Por comparação, com as mesmas opiniões sendo calculadas usando uma média aritmética ponderada, a nota alcançada é 7,2/10.
Em outro agregador, o Metacritic, que calcula as notas das opiniões usando somente uma média aritmética ponderada de determinados veículos de comunicação em maior parte da grande mídia, tem uma pontuação de 72/100, alcançada com base em 40 avaliações da imprensa anexadas no site, com a indicação de "revisões geralmente favoráveis".

## Prêmios e indicações

### Oscar
- Indicado na categoria de "Melhor Figurino".

### Globo de Ouro
- Indicado na categoria de "Melhor Ator - Comédia ou Musical" (Johnny Depp).

### BAFTA
- Indicado nas categorias de Melhor Maquiagem, Melhor Figurino, Melhor Direção de Produção e Melhores Efeitos Especiais

### Grammy
- Indicado na categoria de Melhor Canção - Filme - "Wonka's Welcome Song"